# Semiramide riconosciuta (Giacomo Meyerbeer)

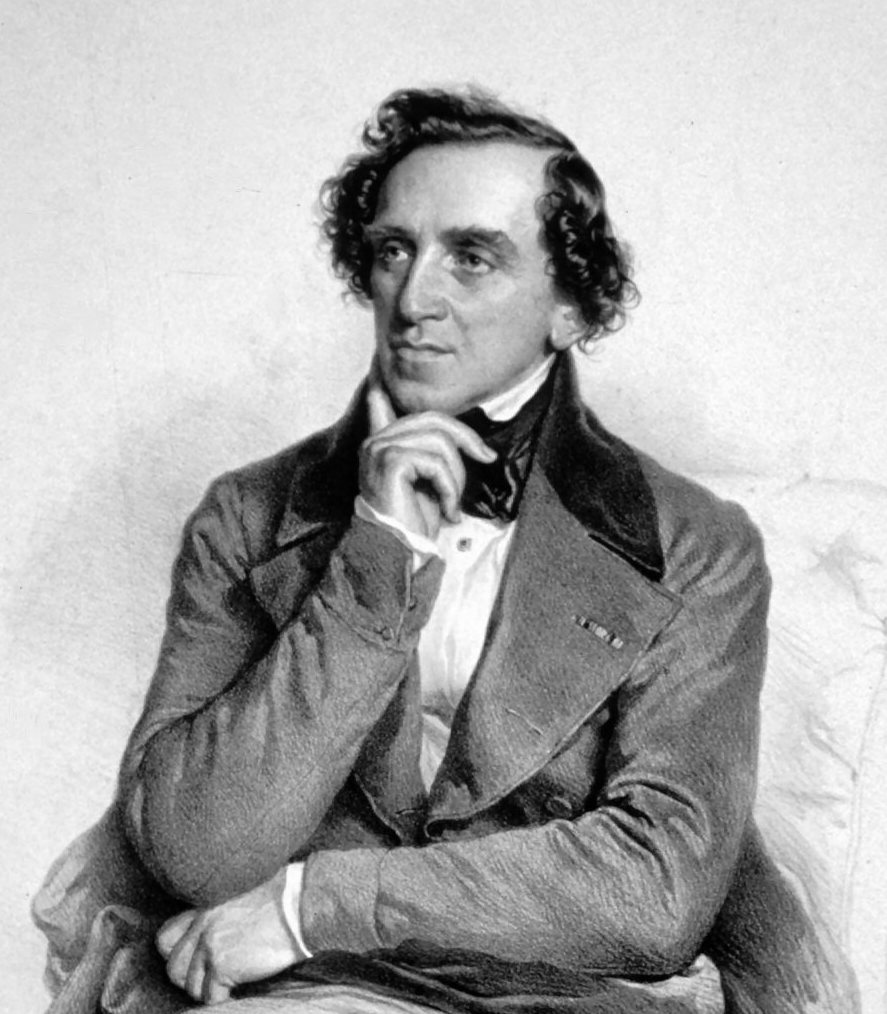
Giacomo Meyerbeer

Semiramide riconosciuta (inizialmente solo Semiramide) è un dramma per musica in due atti di Giacomo Meyerbeer. È la quinta opera del compositore e la seconda che ha composto per un teatro italiano. Il testo è un adattamento di un libretto preesistente di Pietro Metastasio già musicato da numerosi altri compositori. L'opera ebbe la sua prima al Teatro Regio di Torino il 3 febbraio 1819.

## Storia
Nato a Berlino da una famiglia benestante, Giacomo Meyerbeer da giovane aveva ambizioni musicali e studiò e viaggiò in Italia. Molto impressionato e influenzato dal principale compositore italiano di opere dell'epoca, Rossini, Meyerbeer compose un'opera nello stile di quel compositore, Romilda e Costanza, che fu prodotta a Padova nel 1817. Con il supporto di una cantante celeberrima dell'epoca, Carolina Bassi, Meyerbeer ebbe modo di comporre un'opera per Torino e per l'occasione fu scelto il libretto già novantenne della Semiramide riconosciuta (presentato a Torino semplicemente come Semiramide) di Pietro Metasasio.
I libretti di Metastasio seguivano la forma dell'opera seria, con passaggi di recitativo secco seguiti da arie soliste per i cantanti e contengono pochi o nessun ensemble (duetti, trii, ecc.) o cori. Il libretto del 1729 per Semiramide riconosciuta di Metastasio aveva una trentina di arie ed era già stato musicato da numerosi compositori tra cui Gluck, Salieri, Porpora ed altri. La versione di Josef Mysliveček, intitolata semplicemente Semiramide, fu eseguita nel 1766. Nel 1819 il gusto musicale e teatrale era cambiato e il pubblico dall'opera voleva più che un'aria solista dopo l'altra, quindi il libretto fu adattato da Lodovico Piossasco Feys per includere duetti ed ensemble, un lungo finale al primo atto con ensemble e ritornello, come richiesto dal gusto del tempo, e furono accorciati i numerosi passaggi di dialogo dei recitativi. Anche se fu un successo alla sua prima rappresentazione a Torino, l'opera fu eseguita lì solo tre volte. Nel 1820 il libretto fu ulteriormente rivisto da Gaetano Rossi, con revisioni musicali del compositore, e fu data con il titolo Semiriamide riconosciuta a Bologna, con la stessa primadonna, Carolina Bassi, nel ruolo della protagonista, con grande successo. La storia di quest'opera non è la stessa della storia dell'opera Semiramide di Rossini del 1823 con un libretto di Rossi basato su un'opera di Voltaire, ma mostra la regina babilonese (conosciuta in inglese come 'Semiramis') in una prima parte della sua vita, piuttosto che alla fine, come nell'opera di Rossini. Nessuna delle trame si basa su fatti storici.

## Ruoli

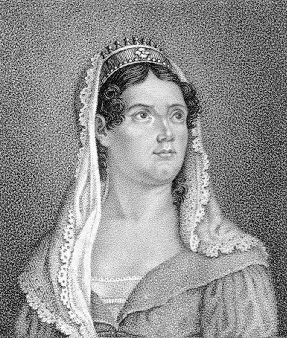
Carolina Bassi, che creò il ruolo di Semiramide

| Ruolo                                                  | Registro vocale | Cast della prima 2 febbraio 1819 |
| ------------------------------------------------------ | --------------- | -------------------------------- |
| Semiramide, una principessa babilonese                 | contralto       | Carolina Bassi                   |
| Ircano, un principe scita                              | tenore          | Claudio Bonoldi                  |
| Scitalce, un principe indiano, ex amante di Semiramide | mezzosoprano    | Adelaide Dalman-Naldi            |
| Mirteo, fratello di Semiramide                         | basso           | Raimondo Onesti                  |
| Tamiri, principessa di Battria                         | soprano         | Teresa Cantarelli                |
| Sibari, anche lui già innamorato di Semiramide         | tenore          | Ludovico Bonoldi                 |

## Trama
Travestita da uomo la principessa babilonese Semiramide governa l'Assiria. Quando la principessa Tamiri si trova di fronte a scegliere il marito fra tre candidati, questo innesca una catena di eventi che alla fine porta Semiramide a riunirsi con il suo amante Scitalce ed il suo rivale Sibari viene smascherato come un malvagio.

### Atto 1

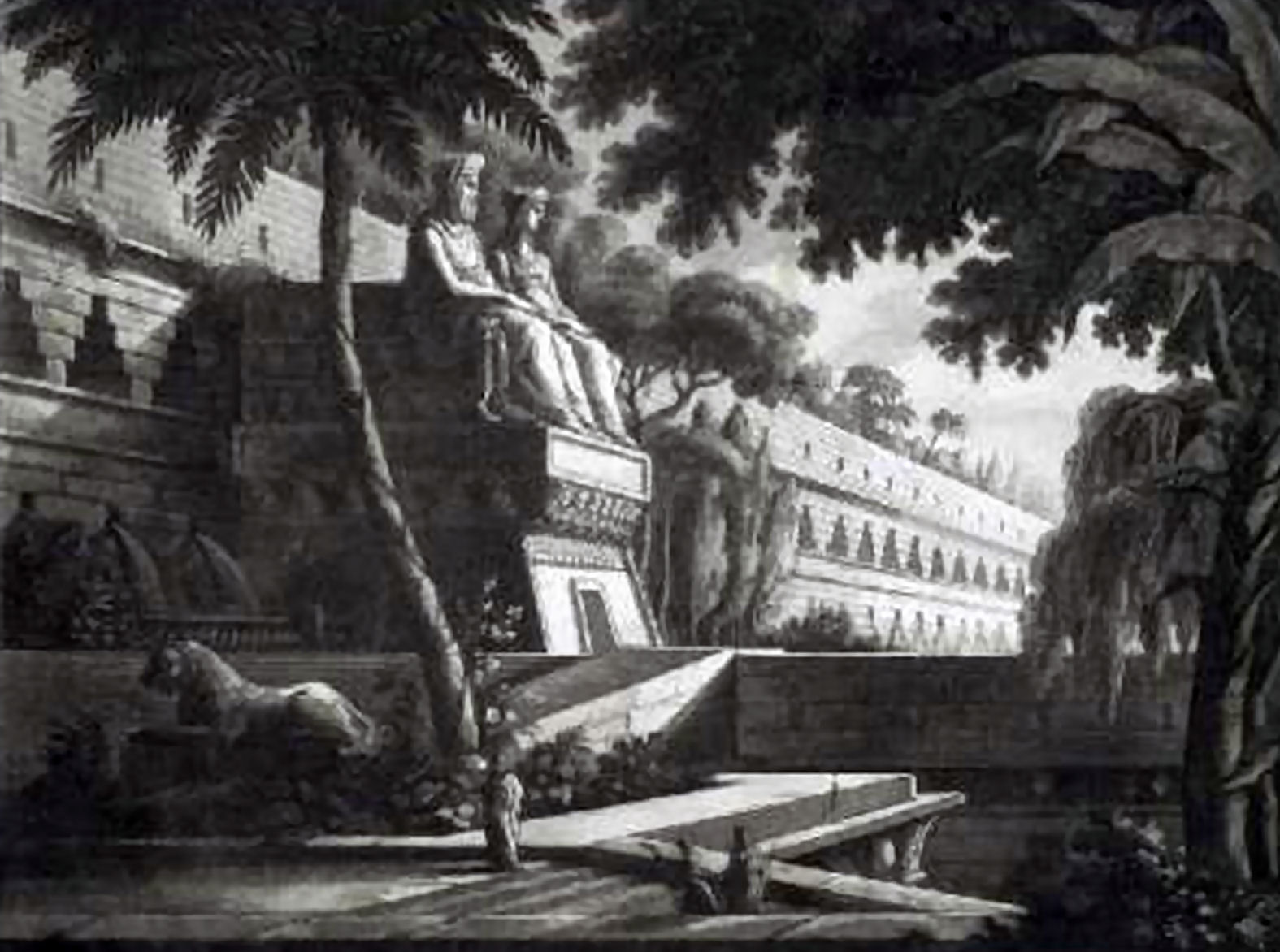
Scenografia per i Giardini pensili di Babilonia nella produzione bolognese del 1820

Principi e pretendenti ambiziosi si sono riuniti a Babilonia da ogni parte del mondo perché in questo giorno la principessa Tamiri deve scegliere un marito. Tra i presenti c'è Semiramide, che governa l'Assiria vestita come suo figlio. Quando era morto il re, marito di Semiramide, piuttosto che permettere al suo debole figlio Nino di salire al trono, lei lo aveva tenuto nascosto nel palazzo e ne aveva assunto l'identità. Tra i pretendenti alla mano di Tamiri c'è il fratello di Semiramide Mirteo e un precedente amante di Semiramide, Scitalce. Anni prima Scitalce, ingannato da Sibari, aveva creduto Semiramide infedele a lui e l'aveva gettata nel fiume. Semiramide però, senza che Scitalce lo venisse a sapere, era sopravvissuta. Sibari è presente anche come corteggiatore di Tamiri e riconosce Semiramide, nonostante il suo travestimento.

### Atto 2
Tamiri è incline a scegliere Scitalce come marito, ma Semiramide lo ama ancora nonostante il suo precedente tentativo di ucciderla. Rivela la sua identità, spiegando che ha assunto il suo travestimento per il bene del paese, piuttosto che permettere al figlio inetto di governare. Semiramide perdona Scitalce e denuncia la malvagità di Sibari. Semiramide sposerà Scitalce e Tamiri sposerà il fratello di Semiramide Mirteo.

## Struttura musicale
- Sinfonia

### Atto I
- N. 1 - Introduzione Dell'Olimpo a noi scendete (Coro, Semiramide, Ircano, Mirteo, Scitalce, Tamiri)
- N. 2 - Aria Sperai su questa sponda (Scitalce)
- N. 3 - Duetto Al fulgor di que' bei rai (Scitalce, Semiramide)
- N. 4 - Aria Udrai di stragi orribili (Ircano, Sibari)
- N. 5 - Coro Il piacer, la gioja scenda (Semiramide, Coro)
- N. 6 - Finale I Quale ardir! / Qual tradimento (Coro, Tamiri, Sibari, Semiramide, Ircano, Mirteo, Scitalce)

### Atto II
- N. 7 - Aria D'un genio che m'accende (Tamiri)
- N. 8 - Coro Del silenzio fra l'orrore (Sibari, Coro)
- N. 9 - Aria Lievi o zeffiri d'intorno (Ircano, Mirteo, Coro)
- N. 10 - Aria No, più soffrir non voglio (Mirteo)
- N. 11 - Duetto Parti de' cenni miei (Semiramide, Ircano)
- N. 12 - Aria Sospirar ancor ti sento (Scitalce, Coro)
- N. 13 - Aria Finale Se non nacqui la miglior sesso (Semiramide, Coro, Scitalce, Ircano, Tamiri, Mirteo)

## Storia delle esecuzioni e accoglienza
Alla prima rappresentazione, dal titolo Semiramide, parteciparono il Re e la Regina di Piemonte-Sardegna, che dimostrarono il segno del loro divertimento. Pochi giorni dopo la prima, sulla Gazzetta di Milano, apparve una recensione che elogiava i cantanti e soprattutto Carolina Bassi, sia per la sua arte vocale che per la sua recitazione. La recensione affermava anche che il lavoro di Meyerbeer era uno dei migliori esempi di musica italiana "anche se il compositore non è lui stesso italiano". L'opera ricevette altre due rappresentazioni a Torino e fu successivamente rivista sia nel testo che nella musica e presentata nel 1820 a Bologna con il titolo di Semiramide riconosciuta e, sia l'opera, che la protagonista stessa ricevettero nuovamente un'entusiasta accoglienza. Le esibizioni al Festival Rossini in Wildbad in Germania, nel 2005, furono, così pare, le prime della vita di Meyerbeer.

## Caratteristiche musicali
I cantanti dei ruoli principali erano celebrati cantanti virtuosi della musica di Rossini e l'opera contiene molti passaggi di bravura per loro. Insolitamente sia il ruolo della protagonista che il suo interesse amoroso, Scitalce, sono scritti per voci femminili basse ed entrambe sono parti "pantaloni" (il ruolo di Scitalce è per una donna che interpreta un uomo e Semiramide è travestita da uomo fino alla fine del pezzo). Il coro è solo per voci maschili, come era consuetudine in molti teatri d'opera italiani in quel momento. Il rondò per il ruolo della protagonista, un tema con variazioni e interiezioni del coro, alla fine del primo atto, è diventato il pezzo più famoso dell'opera. Presenta un'ampia scrittura per l'arpa in combinazione con la voce del cantante, solo pochi anni dopo che il compositore Simon Mayr aveva usato per la prima volta un'arpa in un'orchestra d'opera italiana.

## Incisioni

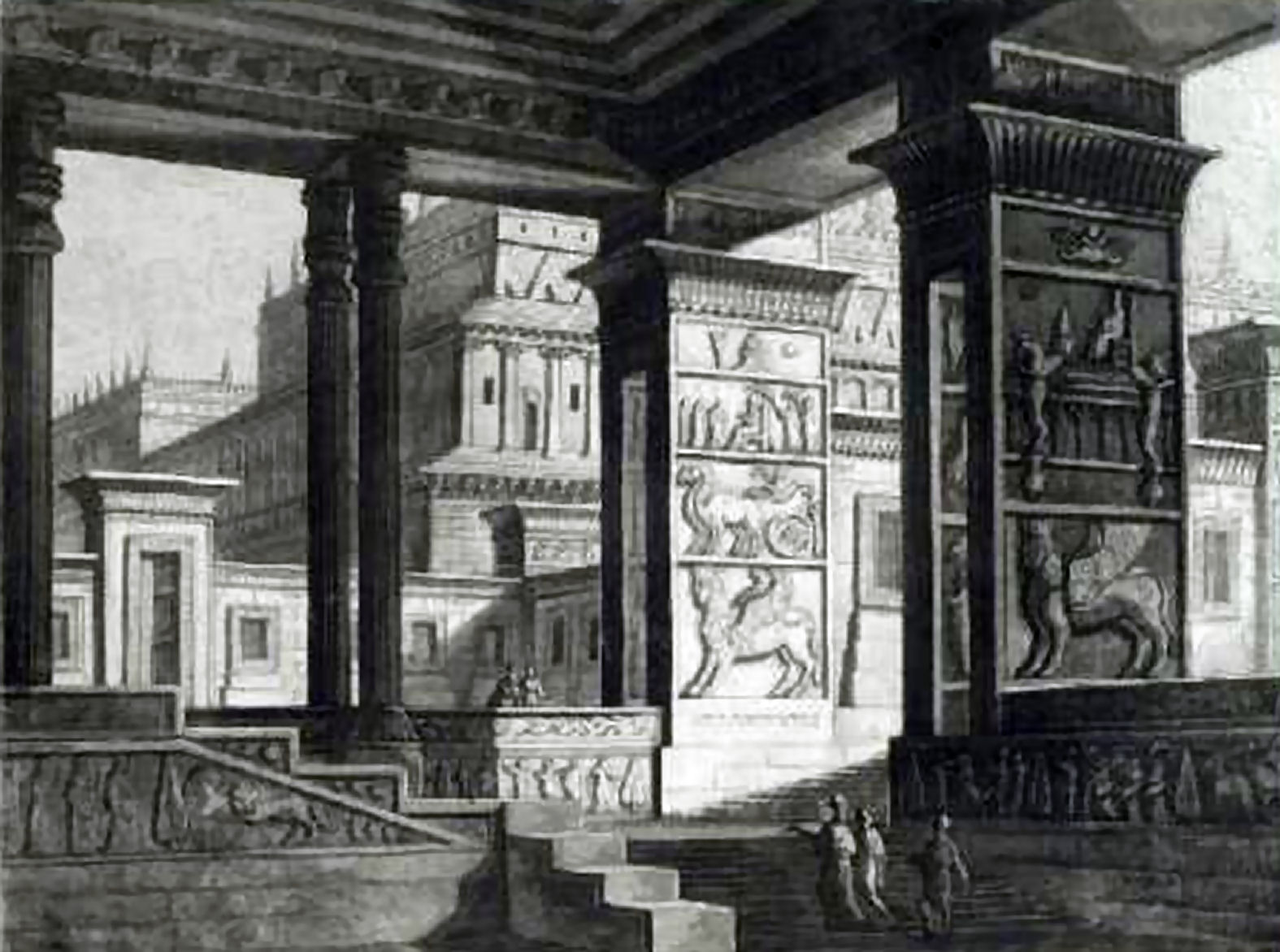
Scenografia per la produzione bolognese del 1820

| Anno | Cast: Semiramide, Ircano, Scitalce, Mirteo, Tamiri, Sibari                                     | Direttore, orchestra                                | Etichetta                          |
| ---- | ---------------------------------------------------------------------------------------------- | --------------------------------------------------- | ---------------------------------- |
| 2005 | Deborah Riedel, Filippo Adami, Fiona Janes, Wojtek Gierlach, Ol'ga Peretjat'ko, Leonardo Silva | Richard Bonynge, Württemberg Philharmonic Orchestra | CD: Naxos Records, Cat:8.660205-06 |
| 2006 | Clara Polito, Aldo Caputo, Eufemia Tufano, Federico Sacchi, Stefania Grasso, Roberto di Biasio | Rani Calderon, Orchestra Internazionale d’Italia    | CD: Dynamic, Cat:533/1-2           |